# پیرس (کنتاکی)
پیرس (به انگلیسی: Pierce) یک منطقهٔ مسکونی در ایالات متحده آمریکا است که در شهرستان گرین، کنتاکی واقع شده‌است. پیرس ۲۴۴٫۱۵ متر بالاتر از سطح دریا واقع شده‌است.